# Michomer
Saint Michomer ou Michomères ou Micomer, né en Irlande et décédé à Tonnerre († 441), fut un disciple de Saint Germain d'Auxerre. Comme saint chrétien, il est liturgiquement commémoré le 30 avril.

## Biographie
Né en Irlande, fils d'irlandais pélagiens, il fut converti par Saint-Germain avant de le raccompagner en Gaule. Confesseur et disciple de ce dernier, il meurt sur la route de Besançon alors qu'il est hébergé par le Seigneur de Tonnerre vers 440, où il est honoré.
Selon la légende, il fut rendu pour quelques instants à la vie par Saint Germain qui souleva la pierre de son tombeau et conversa avec lui.